# 한국농업기계학회
한국농업기계학회는 제반 농업 생산 및 농산물 가공에 관련한 기계, 장치, 설비의 개발 및 이용에 관한 학문을 연구하고, 회원 상호간에 친목을 도모하여 산학연협동의 구심점으로서 농업기계 및 농업기계화에 관한 제반 기술의 향상과 발전에 기여함을 목적으로 2008년 1월 11일 설립된 대한민국 농림축산식품부 소관의 사단법인이다. 사무실은 전북특별자치도 전주시 완산구 농생명로 310 ([중동, 국립농업과학원 농업공학부 내)에 있다.

## 주요 사업
- 학회지의 발행 및 출판물의 간행
- 연구발표회, 학술강연회 및 간담회 등의 개최
- 연구의 장려와 우수한 업적의 표창
- 기타 본회가 필요하다고 인정하는 사업